# مرثا
مرثا (به عبری: מָרְתָא‎) یک شخصیت کتاب مقدس است که در انجیل‌های لوقا و یوحنا توصیف شده‌است. او به‌همراه خواهر و برادرش لازاروس و مریم بتانی در روستای بیتانی در نزدیکی اورشلیم زندگی می‌کردند. او شاهد بود که عیسی برادرش ایلعازر زنده کرد.

## ریشه‌شناسی نام
نام مرثا ترجمه لاتینی از Martha یونانی کوئینه است که خود ترجمه‌ای از آرامی מָרְתָא  Mârtâ، «معشوقه» یا «بانو»، از מרה «معشوقه»، مؤنث מר «استاد» است. شکل آرامی در یک کتیبه نباتی که در پوتئولی یافت شده‌است و اکنون در موزه ناپل وجود دارد. تاریخ آن ۵ پس از میلاد است (Corpus Inscr. Semit.، ۱۵۸)؛ همچنین در یک کتیبه پالمیرنی که ترجمه یونانی آن به شکل Marthein است.

## مراجع کتاب مقدس
در انجیل لوقا، عیسی از خانه دو خواهر به نام‌های مریم و مرثا دیدن می‌کند. دو خواهر در مقابل هم قرار می‌گیرند: مرثا در حالی که عیسی مهمان آن‌ها بود، «در مورد خیلی چیزها گرفتار بود»، در حالی که مریم «بخش بهتر» یعنی گوش دادن به سخنرانی استاد را انتخاب کرده بود. نام روستای آنها ثبت نشده‌است و (برخلاف یوحنا ۱۱:۱۸) هیچ اشاره‌ای به اینکه عیسی در نزدیکی اورشلیم بوده‌است یا خیر نمی‌کند. مفسر کتاب مقدس هاینریش مایر اشاره می‌کند که «عیسی هنوز نمی‌تواند در بیت عنیا باشد، جایی که مرثا و مریم [طبق انجیل یوحنا] در آن ساکن بودند». اما کتاب مقدس کمبریج برای مدارس و کالج‌ها ادعا می‌کند که «بی‌گمان بتانی» بوده‌است.
هنگامی که عیسی و شاگردانش در راه بودند، به دهکده‌ای رسید که زنی به نام مرثا خانه خود را به روی او گشود. او خواهری داشت به نام مریم که پای خداوند نشسته بود و به سخنان او گوش می‌داد. اما حواس مرثا به خاطر تمام آمادگی‌هایی که باید انجام می‌شد، پرت شد. نزد او آمد و پرسید: «پروردگارا، برایت مهم نیست که خواهرم من را رها کرده تا خودم کار را انجام دهم؟ به او بگو کمکم کند!»

خداوند پاسخ داد: «مرثا، مرثا»، «تو از خیلی چیزها نگران و ناراحت هستی، اما فقط یک چیز لازم است. مریم بهترین را انتخاب کرده و از او گرفته نخواهد شد.»

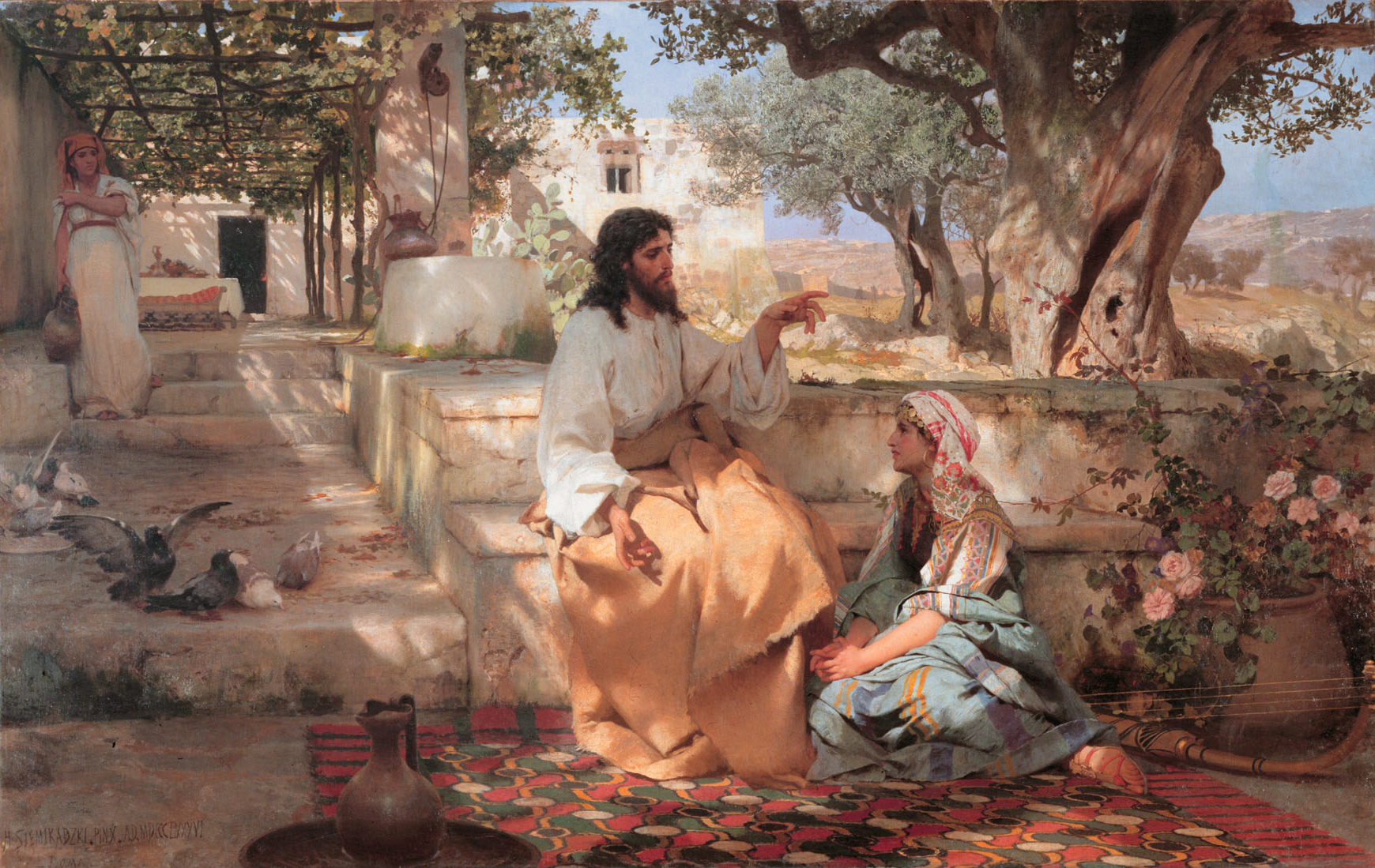
مسیح در خانه مرثا و مریم، اثر هنریک شمیراتسکی، ۱۸۸۶

در انجیل یوحنا، مرثا و مریم در ارتباط با دو واقعه ظاهر می‌شوند: برخاستن از مردگان برادرشان ایلعازر (یوحنا ۱۱) و مسح عیسی در بیت عنیا (یوحنا ۱۲: ۳).
در روایت قیام ایلعازر، عیسی به نوبه خود با خواهران ملاقات می‌کند: مرثا و مریم به دنبال او. مرثا بلافاصله به ملاقات عیسی می‌رود، در حالی که مریم منتظر می‌ماند تا او را صدا کنند. همان‌طور که یکی از مفسران اشاره می‌کند، «مرثا، خواهر پرخاشگرتر، به ملاقات عیسی رفت، در حالی که مریم ساکت و متفکر در خانه ماند. این تصویر از خواهران با آنچه در لوقا ۱۰:۳۸–۴۲ یافت می‌شود، موافق است.» در صحبت با عیسی، هر دو خواهر از اینکه او به موقع برای جلوگیری از مرگ برادرشان نرسید، ابراز تاسف می‌کنند: «خداوندا، اگر تو اینجا بودی، برادر من نمی‌مرد.» اما در جایی که پاسخ عیسی به مریم بیشتر احساسی است، پاسخ او به مرثا آموزش است و او را به امید و ایمان فرا می‌خواند:
وقتی مرثا شنید که عیسی می‌آید، به استقبال او رفت، اما مریم در خانه ماند. مرثا به عیسی گفت: «خداوندا، اگر تو اینجا بودی، برادرم نمی‌مرد، اما می‌دانم که خدا هر چه بخواهی به تو خواهد داد.»
عیسی به او گفت: «برادرت دوباره برخواهد خاست.»

مرثا پاسخ داد: «می‌دانم که در رستاخیز در روز آخر دوباره برمی‌خیزد.»

عیسی به او گفت: «من رستاخیز و حیات هستم. هر که به من ایمان آورد، هر چند بمیرد، زنده خواهد ماند و هر که زنده است و به من ایمان دارد هرگز نخواهد مرد. آیا تو به این ایمان داری؟»
او به او گفت: «بله، خداوندا، من ایمان دارم که تو مسیح، پسر خدا هستی که باید به دنیا بیاید.»
همان‌طور که روایت ادامه دارد، مرثا خواهرش مریم را برای دیدن عیسی صدا می‌کند. عیسی از مریم می‌خواهد که او را به قبر ایلعازار بیاورد، جایی که دستور داد سنگ را از ورودی آن خارج کنند. مرثا در اینجا مخالفت می‌کند: «اما خداوند، در این زمان بوی بدی به مشام می‌رسد، زیرا او چهار روز در آنجا بوده‌است» که عیسی در پاسخ گفت: «آیا به شما نگفتم که اگر ایمان بیاورید، جلال خدا را خواهید دید؟» سپس سنگ را برمی‌دارند و عیسی دعا می‌کند و ایلعازر را زنده از قبر می‌خواند.
مرثا دوباره در یوحنا ۱۲:۱–۸ ظاهر می‌شود، جایی که او در یک وعده غذایی که به افتخار عیسی برگزار می‌شود و برادرش نیز مهمان است، خدمت می‌کند. راوی فقط اشاره می‌کند که غذا در بیت عنیا برگزار می‌شود، در حالی که گزارش‌های ظاهراً موازی در اناجیل متی و مرقس تصریح می‌کنند که این غذا در خانه یکی از شمعون جذامی برگزار می‌شود. همان‌طور که دایرةالمعارف کاتولیک اشاره می‌کند، «ما مطمئناً توجیه داریم که بگوییم، از آنجایی که متی و مارک این صحنه را در خانه سیمون قرار می‌دهند، باید درک شود که سنت جان همین را می‌گوید؛ باید ثابت شود که مرثا نمی‌تواند در خانه سایمون خدمت کند.» در این غذا است که زنی (به گفته یوحنا، مریم خواهر مرثا) عیسی را با عطر گرانقیمت مسح می‌کند.

## سنت‌های غربی
در مسیحیت غربی سده‌های میانی، مریم خواهر مرثا اغلب با مریم مجدلیه برابری می‌کرد. این شناسایی باعث شد که اطلاعات بیشتری به مرثا نیز نسبت داده شود:
مریم، مرثا، و لازاروس توسط سنت جان به عنوان ساکن در بیتانی معرفی می‌شوند، اما لوقا قدیس به نظر می‌رسد که اینطور دلالت کند که آنها حداقل زمانی در جلیل زندگی می‌کردند. او نام شهر را ذکر نمی‌کند، اما ممکن است ماگدالا بوده باشد، و بنابراین، با فرض اینکه مریم اهل بیتانی و مریم مجدلیه یکسان باشند، باید واژه «مجدلیه» را درک کنیم. به نظر می‌رسد که سخنان سنت جان (۱۱:۱) دلالت بر تغییر محل سکونت خانواده دارد. این امکان نیز وجود دارد که سنت لوک حادثه‌ای را که در فصل ۱۰ به آن اشاره شد جابجا کرده باشد. شباهت بین تصاویر مرثا ارائه شده توسط لوقا و جان بسیار قابل توجه است. مقاربت آشنا بین ناجی جهان و خانواده متواضع که لوقا قدیس آن را به تصویر می‌کشد، توسط جان قدیس ساکن است، وقتی به ما می‌گوید که «عیسی مرثا و خواهرش مریم و ایلعازر را دوست داشت» (۱۱:۵). مجدداً تصویر اضطراب مرثا (یوحنا ۱۱:۲۰–۲۱، ۳۹) با تصویر او که «مشغول خدمت بسیار بود» مطابقت دارد (لوقا ۱۰:۴۰). همین‌طور در یوحنا ۱۲: ۲: "آنها برای او شامی در آنجا گذاشتند و مرثا خدمت کرد.» اما سنت جان زمانی که ایمان فزاینده او به الوهیت مسیح را به تصویر می‌کشد، به ما نگاهی اجمالی به جنبه دیگر و عمیق‌تر شخصیت او داده‌است (۱۱:۲۰–۲۷)، ایمانی که به مناسبت این واژه‌ها بود: «من رستاخیز هستم. و زندگی.» انجیلی به زیبایی به تغییری که پس از آن مصاحبه بر سر مرثا آمد، اشاره کرده‌است: «وقتی این چیزها را گفت، رفت و خواهرش مریم را مخفیانه صدا زد و گفت: استاد آمد و تو را می‌خواند.»

## سنت ارتدکس شرقی
در سنت کلیسای ارتدکس شرقی، گرچه در انجیل به‌طور خاص به این نام نام برده نشده‌است، مرثا و مریم در میان زنان مُردار بودند. این پیروان وفادار عیسی در طول مصلوب شدن عیسی در گلگوتا ایستادند و بعداً در صبح زود پس از سبت با مر (روغن گران‌قیمت)، طبق سنت یهودیان، به آرامگاه او آمدند تا بدن خداوند خود را مسح کنند. مروبران اولین شاهدان رستاخیز عیسی شدند و قبر خالی را یافتند و خبر شادی را از فرشته شنیدند.
سنت ارتدکس همچنین نشان می‌دهد که لازاروس برادر مرثا در آزار و شکنجه کلیسای اورشلیم پس از شهادت سنت استفان از اورشلیم بیرون رانده شد. خواهرش مرثا با او از یهودیه گریخت و به او در اعلام انجیل در سرزمین‌های مختلف کمک کرد، در حالی که مریم مجدلیه نزد یحیی رسول ماند و او را در کلیسای اورشلیم یاری کرد. طبق سنت قبرس، لازاروس و مرثا بعداً به قبرس آمدند، جایی که لازاروس اولین اسقف کیتیم (لارناکای امروزی) شد. هر سه در قبرس جان باختند.

## بزرگداشت

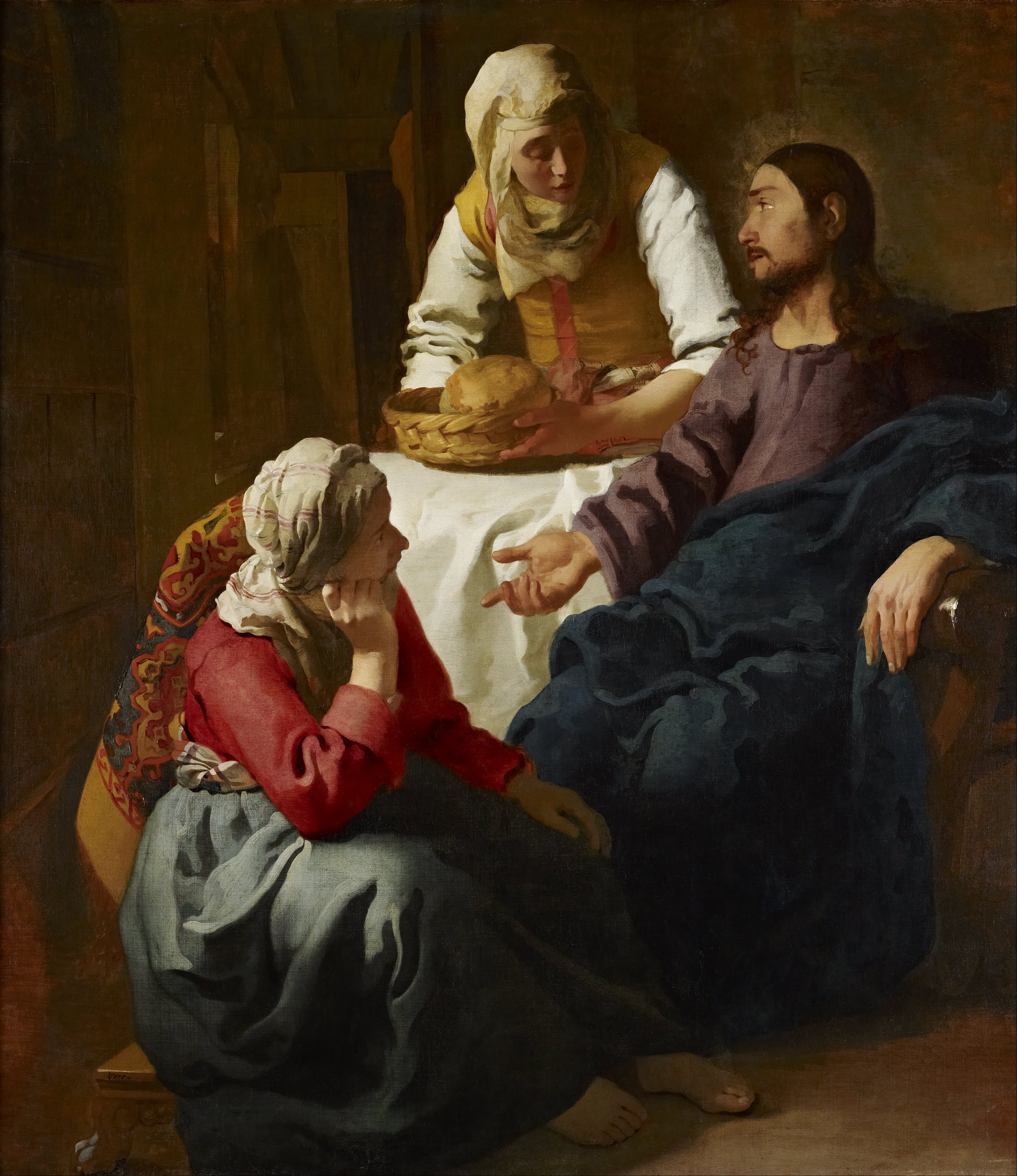
مسیح در خانه ی مرثا و مریم.

مرثا به عنوان یک قدیس در کلیسای کاتولیک رومی و کلیسای ارتدوکس شرقی مورد احترام قرار می‌گیرد و توسط کلیسای لوتری و انجمن انگلیکن گرامیداشت یاد می‌شود. در طول زمان، با گسترش احترام به سنت مرثا، تصاویر بلوغ، قدرت، عقل سلیم و توجه به دیگران غالب شد.

### روزهای عید
کلیسای لاتین روز جشن مرثا، مریم بتانی و برادرش لازاروس در ۲۹ ژوئیه را جشن می‌گیرد. جشن مرثا، که در تقویم تریدنتین به عنوان «نیمه دوگانه» طبقه‌بندی می‌شود، در تقویم عمومی رومی پاپ پیوس دوازدهم به یک جشن «ساده» تبدیل شد، در تقویم رومی عمومی سال ۱۹۶۰ به یک «عید درجه سوم» تبدیل شد. یادبود در تقویم رومی عمومی کنونی
کلیساهای کاتولیک شرقی ارتدکس شرقی و آیین بیزانس، یاد مرثا و خواهرش مری را در ۴ ژوئن گرامی می‌دارند. آنها همچنین به‌طور جمعی در میان زنان مُردار در یکشنبهٔ مُرِبران (یکشنبه سوم عید پاک - یعنی دومین یکشنبه پس از یکشنبه عید پاک) یاد آنها را گرامی می‌دارند. مرثا همچنین در مراسم بزرگداشت شنبه لازاروس (روز قبل از یکشنبه نخل) حضور دارد.
مرثا در ۲۹ ژوئیه در تقویم مقدسین کلیسای لوتری به همراه مریم و لازاروس و در تقویم قدیسین کلیسای اسقفی گرامی داشته می‌شود.
از مرثا (به همراه مریم و لازاروس) در کلیسای انگلستان با یک جشن کوچک در ۲۹ ژوئیه یاد می‌شود.

## میراث

زیارتگاه اسقفی سنت مرثا و کلیسای سنت روچ در پاتروس، فیلیپین. تنها زیارتگاه جنوب شرقی آسیا که به سنت مرثا اختصاص یافته‌است.

خواهران سنت مرثا یک جماعت مذهبی هستند که در آنتیگونیش، نوا اسکوشیا، در سال ۱۸۹۴ تأسیس شدند.

### کلیساها

یادگاری از استخوان‌های سنت مرثا، باکره و شاگرد خداوند، که در زیارتگاه اسقفی او در پاتروس مورد احترام قرار گرفته‌است.

تعدادی کلیسا به سنت مرثا اختصاص داده شده‌است از جمله:
- کلیساهای کاتولیک رومی کلیسای سنت مرثا در ایموس، کاویت. تنها محله در اسقف ایموس که به سنت مرثا اختصاص یافته‌است.
- اروپا:

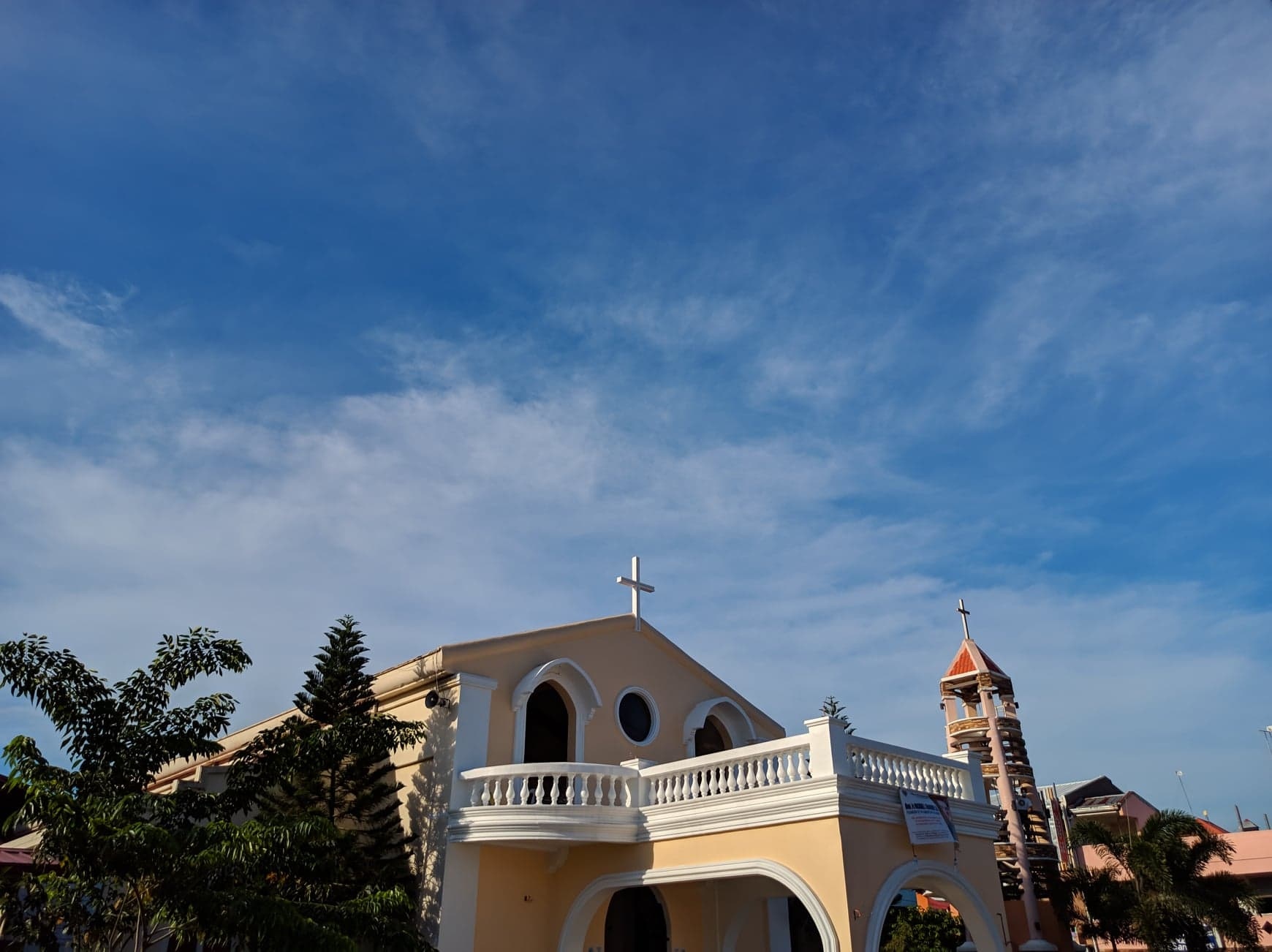
کلیسای سنت مرثا در ایموس، کاویت. تنها محله در اسقف ایموس که به سنت مرثا اختصاص یافته‌است.

  -     - کلیسای سنت مارت د تاراسکون در تاراسکون، فرانسه؛

  - ایالات متحده:
    - کلیسای کاتولیک سنت مرثا در مورتون گروو، ایلینوی، و دیگران در ایست پراویدنس، رود آیلند. والیندا، کالیفرنیا؛ کینگ وود، تگزاس؛ هاروی، لوئیزیانا؛ پلین ویل، ماساچوست؛ و پرستونزبورگ، کنتاکی

  - آسیا
    - اسقف کاتولیک رومی پاسیگ: زیارتگاه اسقفی سنت مرثا و کلیسای سنت روچ، پاتروس، فیلیپین، و کلیسای سنت مرثا در کالاوان پاسیگ.
    - اسقف کاتولیک رومی ایموس: کلیسای سنت مرثا، خانه‌های گرینگیت، مالاگاسانگ II-A، شهر ایموس، استان کاویت.
- استرالیا:
  - استراتفیلد، نیو ساوت ولز
- عشای انگلیکن:
  - کانادا:
    - سنت مری و سنت مرثا در تورنتو، انتاریو

  - انگلستان:
    - سنت مرثا روی تپه در ساری
    - بروکستو، ناتینگهام شایر

  - ایالات متحده: کلیسای اسقفی سنت مرثا در:
    - پاپیلیون، نبراسکا
    - ساحل بتانی، دلاور
    - لکسینگتون، کنتاکی
    - سنت مرثا و مری، ایگان، MN
    - مریم مقدس و مرثا، بوفورد، GA
- متدیست:
  - کلیسای متدیست سنت مرثا در ترینگ، هرتفوردشایر، انگلستان، بریتانیا
- لوتری:
  - کلیسای لوتری سنت مری و سنت مرثا، سانفرانسیسکو، کالیفرنیا، ایالات متحده

## افسانه‌ها و اسطوره‌ها

### افسانه طلایی
بر پایهٔ افسانه، مرثا مقدس پس از رستاخیز عیسی، در حدود سال ۴۸ پس از میلاد، یهودیه را ترک کرد و با خواهرش مریم (که با مریم مجدلیه درآمیخت) و برادرش لازاروس به پروونس رفت. با آنها، مرثا ابتدا در آوینیون (اکنون در فرانسه) ساکن شد. افسانه طلایی، که در سدهٔ سیزدهم گردآوری شده‌است، سنت پرووانسالی را ثبت می‌کند:
مرثا مقدس، میزبان خداوند ما عیسی مسیح، از خویشاوندی سلطنتی متولد شد. پدرش سیرو و مادرش انچاریا نام داشت. پدر او دوک شام و دریانوردی بود و مرثا با خواهرش از میراث مادرشان سه مکان، یعنی قلعه مجدلیه و بیت عنیا و بخشی از اورشلیم را در اختیار داشت. در هیچ‌کجا خوانده نشده‌است که مرثا تا به حال هیچ شوهری داشته باشد یا شراکتی با مرد داشته باشد، اما او به عنوان یک مهماندار نجیب خدمت و خدمت به خداوند ما می‌کرد، و همچنین می‌خواست که خواهرش به او خدمت کند و به او کمک کند، زیرا او فکر می‌کرد که تمام دنیا کافی نیست. برای خدمت به چنین مهمان پس از عروج خداوند ما، هنگامی که شاگردان رفتند، او با برادرش ایلعازار و خواهرش مریم، همچنین قدیس ماکسمین [در واقع یک شخصیت سده سوم] که آنها را غسل تعمید داد و روح القدس به او متعهد شدند، و بسیاری دیگر را در کشتی بدون بادبان، پارو یا سکان فرمان سوار کردند که به فرمان خداوند ما همه به مارسی آمدند و بعد به قلمرو آکوئنس یا اکس آمدند و در آنجا مردم را تغییر دادند. به ایمان مرثا درست سخن گفت و مؤدب و مهربان به دید مردم بود.
افسانه طلایی همچنین سبک زندگی بزرگی را که برای مرثا و خواهران و برادرانش در مدخل خود در مورد مریم مجدلیه تصور می‌شد، ثبت می‌کند:
مریم مجدلیه نام خانوادگی خود را مگداله، قلعه‌ای داشت و از دودمان و پدر و مادری اصیل زاده شد که از تبار پادشاهان بودند. و پدرش کوروش و مادرش یوخاریس نام داشت. او با برادرش ایلعازر و خواهرش مرثا، قلعه ماگداله را که در دو مایلی ناصره است، و بیت عنی، قلعه‌ای را که در نزدیکی اورشلیم است، و همچنین بخش بزرگی از اورشلیم را تصاحب کردند که همه اینها را ترک کردند. در میان آنها به این ترتیب که مریم قلعه ماگداله را داشت که نام او مجدلیه بود. و ایلعازر قسمت شهر اورشلیم را داشت و مرثا قسمت او بیت عنیا. و هنگامی که مریم خود را به تمام لذت‌های بدن سپرد، و لازاروس همه را به شوالیه شدن منصوب کرد، مرثا که خردمند بود، شرافتمندانه بر بخش برادرش و همچنین خواهرش و همچنین خود او حکومت کرد و شوالیه‌ها و خادمان او را اداره کرد. به مردان فقیر، نیازهایی که نیاز داشتند. با این حال، پس از عروج پروردگار ما، آنها همه این چیزها را فروختند.

### سنت مرثا در تاراسکون

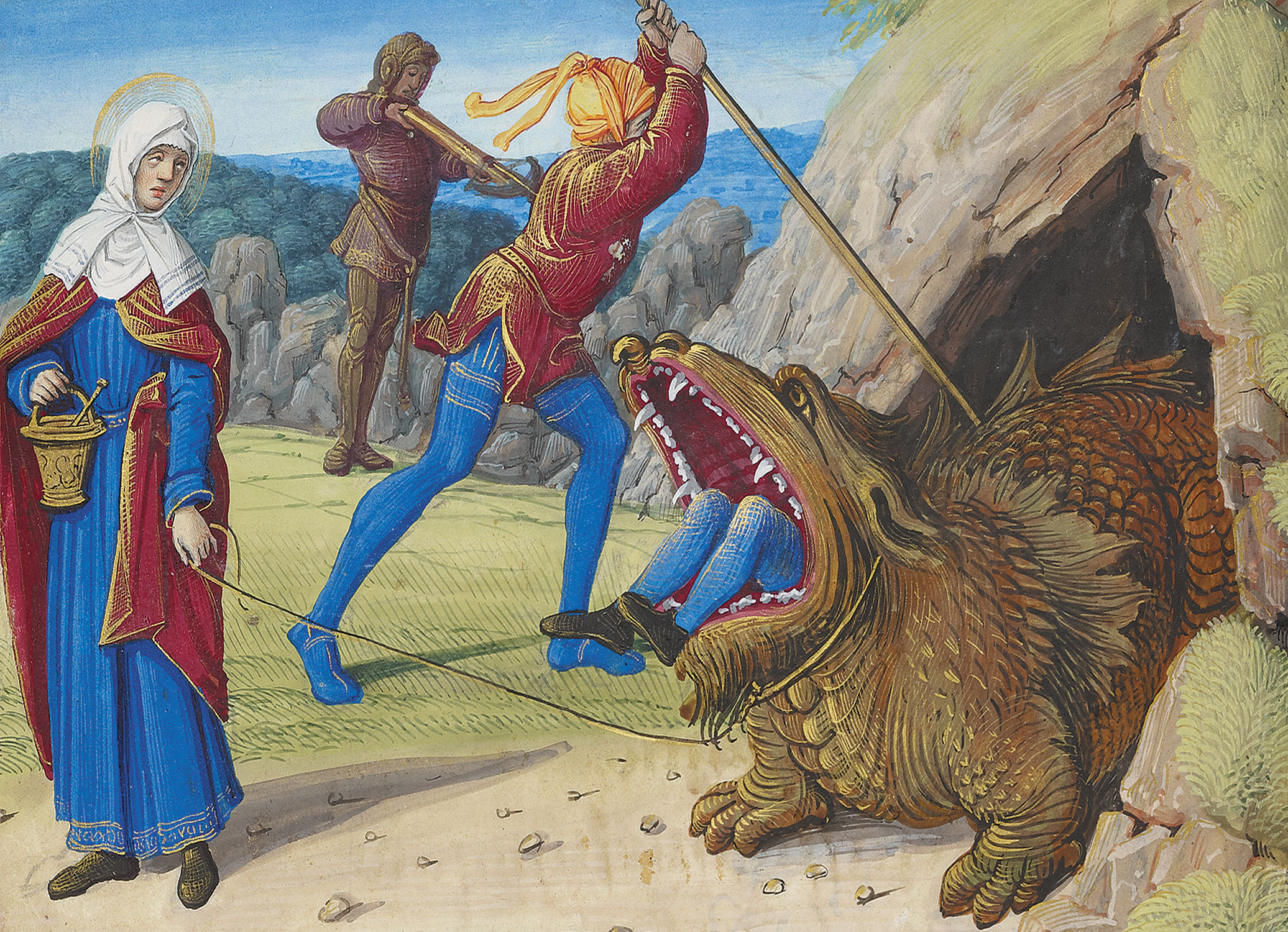
مرثا با تاراسک، از ساعت‌های هنری هشتم

یک افسانه دیگر نشان می‌دهد که مرثا سپس به تاراسکون، فرانسه رفت، جایی که یک هیولا، تاراسک، تهدیدی دائمی برای مردم بود. افسانه طلایی آن را به عنوان جانوری از گالاتیا توصیف می‌کند. اژدهای بزرگ، نیمی از حیوان و نیمی ماهی، بزرگتر از گاو، بلندتر از اسب، با دندان‌های تیز مانند شمشیر، و دو طرف شاخدار، سر مانند شیر، دم مانند مار، که در یک جنگل معینی بین آرل و آوینیون مرثا در حالی که صلیب در دست داشت، جانور را با آب مقدس پاشید. ارسی خود را دور گردنش گذاشت و اژدهای رام شده را در دهکده هدایت کرد.

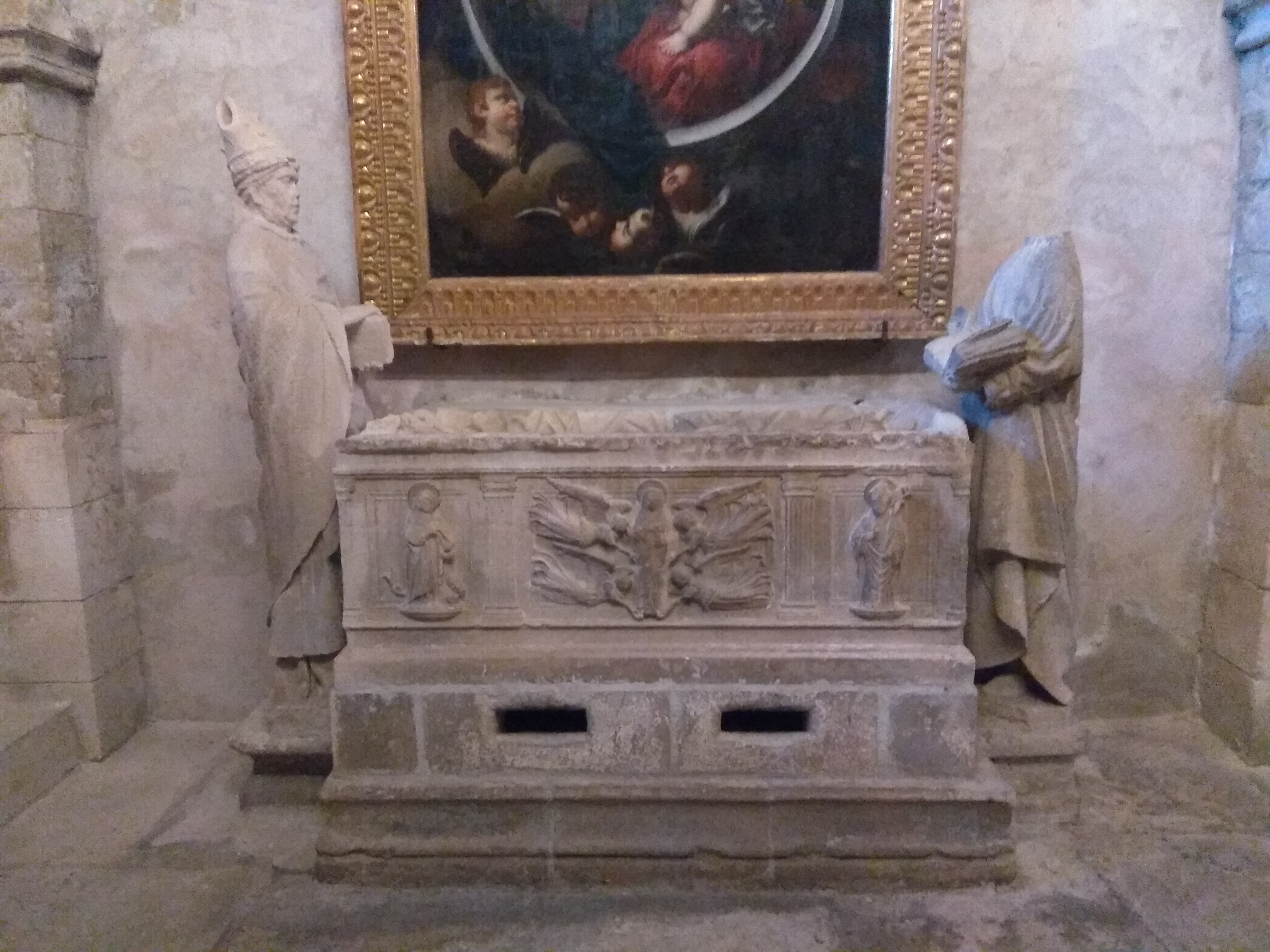
آرامگاه گوتیک سنت مرثا در تاراسکون

مرثا در آنجا زندگی می‌کرد و هر روز به دعا و روزه مشغول بود. مرثا سرانجام در تاراسکون درگذشت و در آنجا به خاک سپرده شد. مقبره او در سرداب کلیسای محلی محلی واقع شده‌است.

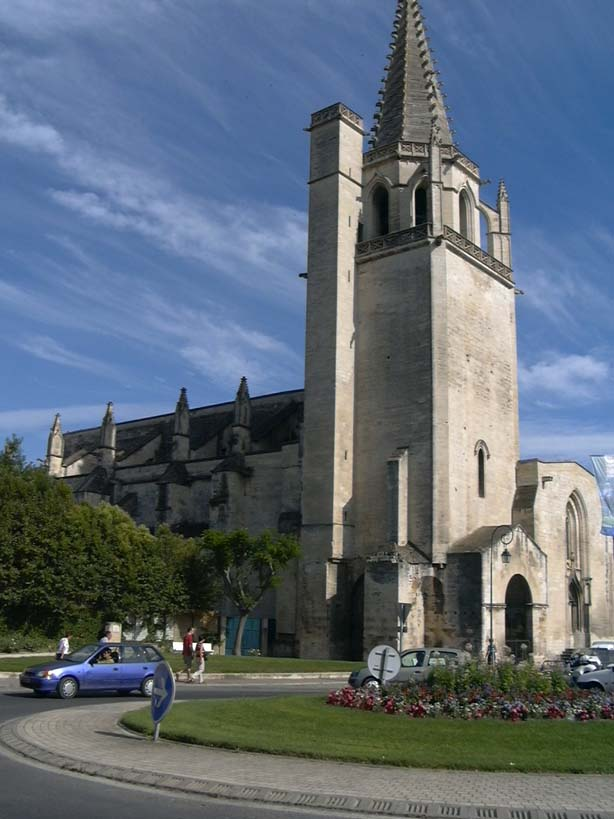
کلیسای دانشگاهی سنت مرثا در تاراسکون

باور بر این است که وقف کلیسای دانشگاهی در تاراسکون به سنت مرثا مربوط به سده نهم یا قبل از آن است. آثار یافت شده در کلیسا در جریان بازسازی در سال ۱۱۸۷ به عنوان مال او شناسایی شد و در آن زمان در پرستشگاه جدیدی دفن شد. در دخمهٔ کلیسای کالجیات یک قنوتاف متعلق به اواخر سدهٔ پانزدهم وجود دارد که به عنوان آرامگاه گوتیک سنت مرثا نیز شناخته می‌شود. این اثر فرانچسکو لورانا، مجسمه‌ساز کروات مکتب ایتالیایی، به سفارش پادشاه رنه است. در پایه آن دو دهانه وجود دارد که از طریق آنها می‌شد آثار را لمس کرد. این دارای سه نقش برجسته کم ارتفاع است که با ستون‌های فلوت دار از هم جدا شده‌اند. در مرکز، مریم مجدلیه مقدس که توسط فرشتگان حمل می‌شود. در سمت راست، لازاروس به عنوان اسقف مارسی با میتر و عصای خود. دو چهره در طرفین وجود دارد: در سمت چپ، Saint Front، اسقف پریگو، حاضر در تشییع جنازه سنت مرثا، و در سمت راست، سنت مارسل، خدمتکار مرثا.

### سنت مرثا و ویلاجویوسا
شهر ویلاخویوسا، اسپانیا، سنت مرثا را به عنوان قدیس حامی خود گرامی می‌دارد و هر ساله جشنواره مورها و مسیحیان را به افتخار او جشن می‌گیرد. فستیوال ۲۵۰ ساله یادبود حمله دزدان دریایی بربر به رهبری زاله-آراز به ویلاجویوسا در سال ۱۵۳۸ است، زمانی که طبق افسانه، سنت مرثا با ایجاد سیل ناگهانی که ناوگان دشمن را از بین برد، به نجات مردم شهر آمد؛ بنابراین از رسیدن کورس‌ها به ساحل جلوگیری می‌کند.

## سنت عرفانی
مرثا در متن مقدس گنوسی پیستیس سوفیا ظاهر می‌شود. او توسط مسیح برخاسته در مورد چندین توبه که برای رستگاری باید انجام شود، آموزش می‌بیند. او همچنین چندین تفسیر نبوی از مزامیر مختلف انجام می‌دهد.

## تصویرسازی در هنر و ادبیات

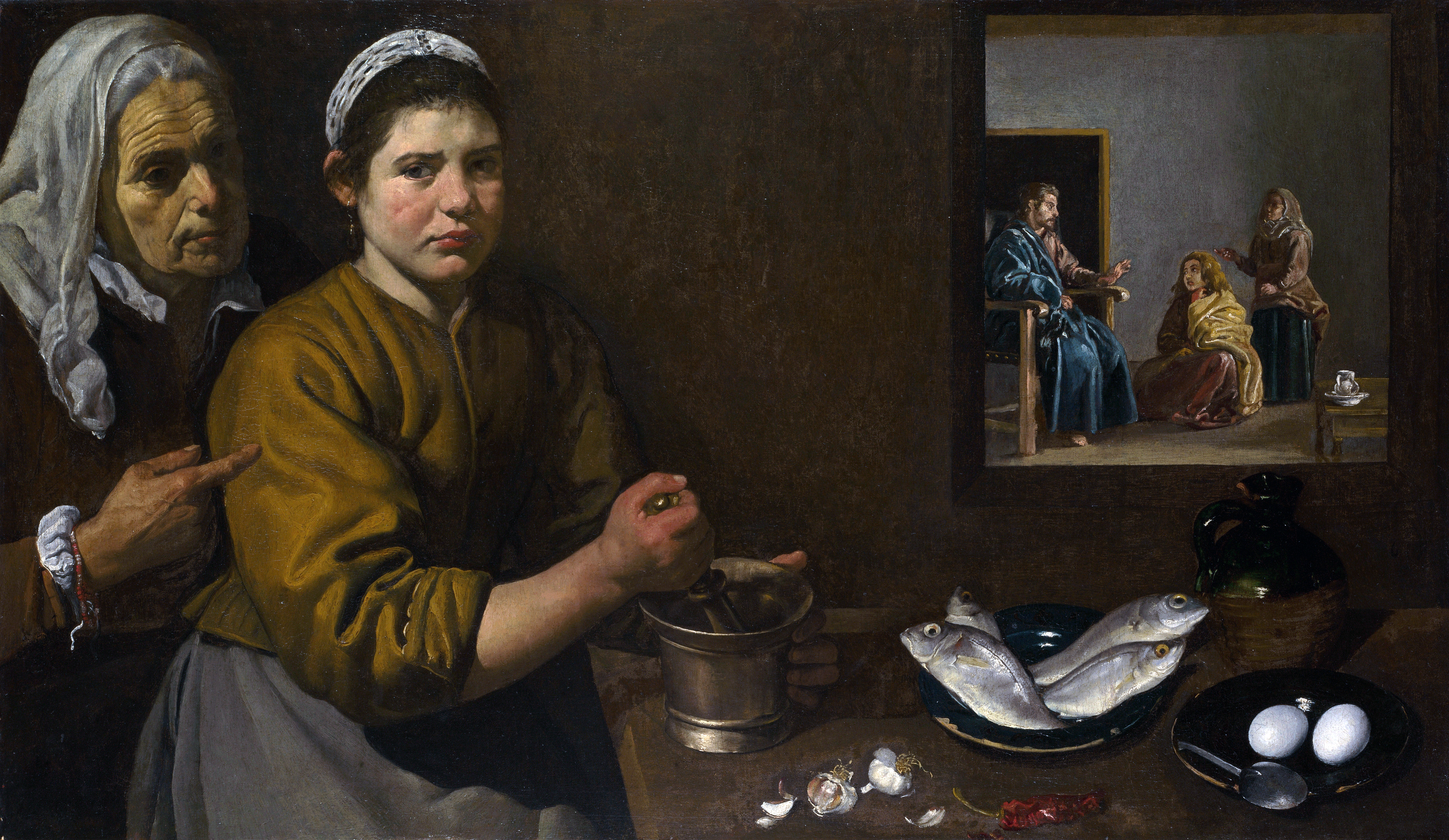
مسیح در خانه مرثا و مریم، دیه‌گو ولاسکس، ۱۶۱۸

موضوع مرثا بیشتر در هنر از دوران ضد اصلاحات به بعد یافت می‌شود، به‌ویژه در سده هفدهم، زمانی که فضای داخلی معمولاً تصویری واقع‌گرایانه ارائه می‌شود. با این حال در برخی از چرخه‌های اوتونی زندگی مسیح ظاهر می‌شود.
- مسیح در خانه مرثا و مریم (ولاسکز)، نقاشی رنگ روغن روی بوم اثر نقاش اسپانیایی ولاسکوز در سال ۱۶۱۸.
- مسیح در خانه مرثا و مریم (ورمیر)، نقاشی ۱۶۵۵ اثر یوهانس ورمیر.
- مرثا و مری مجدلیه (کاراواجو)، نقاشی ۹–۱۵۹۸ توسط استاد باروک ایتالیایی ، میکل آنژ مریسی دا کاراواجو.

آثار ادبی دربارهٔ مرثا عبارتند از:
- مرثا و مریم، داستانی در داستان‌های آخرالزمان کارل چاپک (۱۹۳۲)
- «سنت مرثا و اژدها»، شعری از چارلز کاسلی در مجموعه آثار او.[۲۶]
- پسران مرثا (۱۹۰۷)، شعری از رودیارد کیپلینگ.
- در سرگذش مدینه، رمان دیستوپیایی مارگارت اتوود، زنان ناباروری که مجبور به خدمتکاری برای طبقه حاکم هستند، «مرثا» نامیده می‌شوند، زیرا خدمت آنها تقلید از مرثا در نظر گرفته می‌شود.

## نگارخانه

ویژگی‌ها
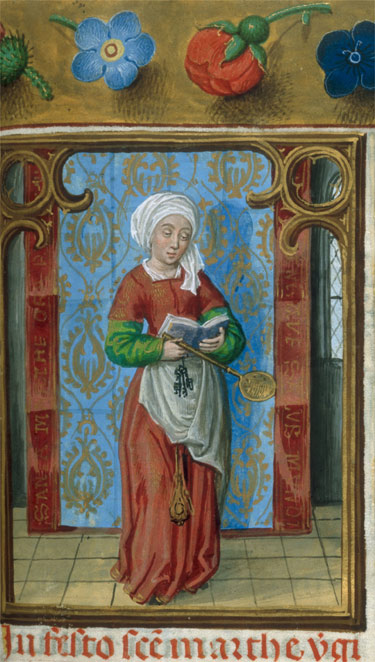
سنت مرثا از برویاری ایزابلا، ۱۴۹۷
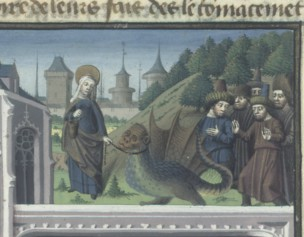
سنت مرثا و تاراسک، از یک نسخه خطی سده پانزدهم
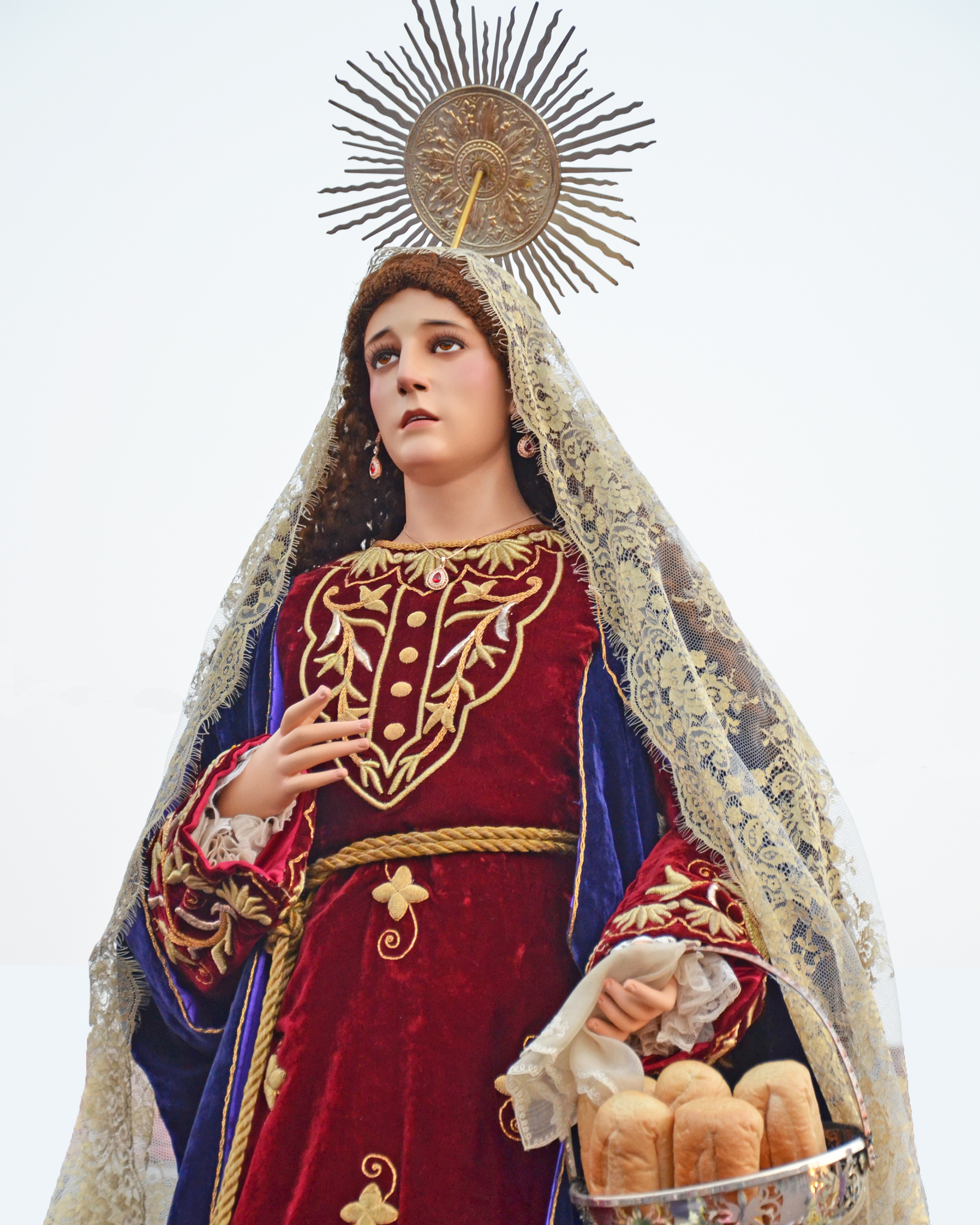
مجسمه سنت مرثا در مراسم هفته مقدس در معبد ملی سنت آن در هاگونوی، بولاکان، فیلیپین استفاده می‌شود.